# Nhóm bốn Klein
Trong toán học, nhóm bốn Klein là một nhóm có bốn phần tử, trong đó mỗi phần tử là tự nghịch đảo (kết hợp nó với chính nó tạo ra phần tử đơn vị) và việc kết hợp bất kỳ hai trong ba phần tử không phải đơn vị đồng nhất sẽ tạo ra phần tử thứ ba. Nhóm này có thể được mô tả như là nhóm đối xứng của một hình chữ nhật không vuông (với ba phần tử không đồng nhất là phản xạ ngang và dọc và xoay 180 độ), hoặc là nhóm các giá trị nhị phân 2 bit với phép toán XOR là phép toán trong nhóm, hoặc trừu tượng hơn là nhóm Z2 × Z2, tích trực tiếp của hai bản sao của nhóm cyclic bậc 2. Nó được đặt tên là Vierergruppe (có nghĩa là nhóm bốn) bởi Felix Klein vào năm 1884. Nó còn được gọi là nhóm Klein, và thường được ký hiệu bằng chữ V hoặc K4.

## Trình bày
Bảng Cayley của nhóm Klein được đưa ra như sau:
| * | e | a | b | c |
| - | - | - | - | - |
| e | e | a | b | c |
| a | a | e | c | b |
| b | b | c | e | a |
| c | c | b | a | e |

Nhóm bốn Klein cũng được định nghĩa bằng cách viết trình bày nhóm như sau
{\displaystyle \mathrm {V} =\left\langle a,b\mid a^{2}=b^{2}=(ab)^{2}=e\right\rangle .}
Tất cả các phần tử không đồng nhất của nhóm Klein có cấp 2, do đó bất kỳ hai phần tử không đồng nhất nào cũng có thể đóng vai trò làm tập sinh trong phần trình diễn trên. Nhóm bốn Klein là nhóm không cyclic nhỏ nhất. Tuy nhiên, nó là một nhóm abel, và đồng phân với nhóm nhị diện cấp 4, bốnc là D4 (hoặc D2, sử dụng quy ước hình học); cùng với nhóm cấp 2, nó là nhóm nhị diện duy nhất có tính abel.
Nhóm bốn Klein có biểu diễn dưới dạng ma trận thực 2 × 2 với phép toán là phép nhân ma trận:
{\displaystyle e={\begin{pmatrix}1&0\\0&1\end{pmatrix}},\quad a={\begin{pmatrix}1&0\\0&-1\end{pmatrix}},\quad b={\begin{pmatrix}-1&0\\0&1\end{pmatrix}},\quad c={\begin{pmatrix}-1&0\\0&-1\end{pmatrix}}}

## Hình học
Về mặt hình học, theo hai chiều, nhóm bốn Klein là nhóm đối xứng của hình thoi và hình chữ nhật không phải là hình vuông, bốn phần tử ở đây là phần tử đơn vị (giữ nguyên), phản xạ ngang, phản xạ dọc và quay 180 độ.